# Protaetia gueyraudi
Protaetia gueyraudi är en skalbaggsart som beskrevs av Franz Antoine 1994. Protaetia gueyraudi ingår i släktet Protaetia och familjen Cetoniidae. Inga underarter finns listade i Catalogue of Life.